# Ель-Міннія
Ель-Міннія (араб. المنية) — місто на північному заході Лівану, на території провінції Північний Ліван. адміністративний центр району Мініє-Даніє. Разом з населеним пунктом Набі-Юкхіеа (Nabi Youchieaa) утворює муніципалітет, площа якого становить 13,46 км ², населення — 20 680 осіб (2008). За 5 км від міста розташований табір палестинських біженців Нахр ель-Барид, у якому мешкають близько 30 000 осіб.

## Географія
Місто розташоване в західній частині провінції, поблизу узбережжя Середземного моря, на відстані приблизно 5 кілометрів на північний схід від міста Триполі і на відстані 96 кілометрів на північний схід від столиці країни Бейрута. Абсолютна висота — 38 метрів над рівнем моря.

## Транспорт
Найближчий аеропорт розташований у місті Триполі.